# باشگاه فوتبال اسپورتینگ
باشگاه فوتبال اسپورتینگ (Sporting Clube de Portugal) یک باشگاه حرفه‌ای فوتبال در لیگ برتر فوتبال پرتغال است.این باشگاه در سال ۱۹۰۶ در شهر لیسبون واقع در کشور پرتغال تاسیس شده است. 
اسپورتینگ در اول ژوئیه ۱۹۰۶ بنا نهاده شد. آن‌ها یکی از سه قدرت اصلی فوتبال پرتغال هستند؛ پورتو و بنفیکا رقبای اصلی آن‌ها هستند؛ این سه تیم از سال ۱۹۳۴ که لیگ برتر فوتبال پرتغال پایه‌گذاری شد، همواره در این رقابت حاضر بوده‌اند و هرگز سقوط نکرده‌اند. لقب تیم اسپورتینگ «شیر ها» و «سبز و سفید ها» است.
اسپورتینگ با کسب مجموعاً ۵۰ عنوان قهرمانی، سومین تیم پر افتخار فوتبال پرتغال است؛ ۲۱ قهرمانی در لیگ برتر فوتبال پرتغال، ۱۷ قهرمانی در جام حذفی فوتبال پرتغال، ۸ قهرمانی در سوپرجام فوتبال پرتغال، ۲ قهرمانی در جام اتحادیه فوتبال پرتغال و یک قهرمانی در جام برندگان جام اروپا، آن‌ها را تبدیل به یکی از بهترین تیم های فوتبال پرتغال  کرده‌است.
همچنین کریستیانو رونالدو بازیکن برجسته فوتبال هم در این باشگاه حضور داشته است.

## بازیکنان کنونی
در فصل جاری (۲۰۲۱-۲۰۲۲)، بازیکنان زیر در این باشگاه شاغل هستند.
تا تاریخ ۱ فوریه ۲۰۲۲
| شماره |         | پست   | بازیکن                              |
| ----- | ------- | ----- | ----------------------------------- |
| ۲     | برزیل   | مدافع | ماتئوس ریس                          |
| ۳     | مراکش   | مدافع | زهیر فدال                           |
| ۶     | پرتغال  | هافبک | ژوآو پالینیا (کاپیتان سوم)          |
| ۷     | برزیل   | مهاجم | برونو تاباتا                        |
| ۸     | پرتغال  | هافبک | ماتئوس نونز                         |
| ۱۱    | پرتغال  | مهاجم | نونو سانتوس                         |
| ۱۳    | پرتغال  | مدافع | لوئیس نتو (کاپیتان دوم)             |
| ۱۵    | اروگوئه | هافبک | مانوئل اوگارته                      |
| ۱۶    | پرتغال  | مدافع | روبن ویناگره (قرضی از وولورهمپتون)  |
| ۱۷    | اسپانیا | هافبک | پابلو سارابیا (قرضی از پاری‌سن ژرمن) |

| شماره |          | پست       | بازیکن                          |
| ----- | -------- | --------- | ------------------------------- |
| ۲۱    | پرتغال   | مهاجم     | پائولینیو                       |
| ۲۲    | پرتغال   | دروازه‌بان | آندره پائولو                    |
| ۲۳    | انگلستان | هافبک     | مارکوس ادواردز                  |
| ۲۴    | اسپانیا  | مدافع     | پدرو پورو (قرضی از منچستر سیتی) |
| ۲۵    | پرتغال   | مدافع     | گونسالو ایناسیو                 |
| ۲۸    | پرتغال   | هافبک     | پدرو گونسالوش                   |
| ۳۱    | پرتغال   | دروازه‌بان | ژوائو ویرجینیا (قرضی از اورتون) |
| ۴۷    | پرتغال   | مدافع     | ریکاردو اسگایو                  |
| ۶۸    | پرتغال   | هافبک     | دنیل براگانسا                   |
| ۷۱    | پرتغال   | مدافع     | فلاویو نازینیو                  |
| ۸۴    | پرتغال   | هافبک     | داریو اسوگو                     |
| ۸۷    | پرتغال   | مدافع     | گونسالو استیوز                  |

## افتخارات
لیگ برتر پرتغال: قهرمان ۲۱ بار
جام حذفی پرتغال: قهرمان ۱۸ بار
جام اتحادیه پرتغال: قهرمان ۴ بار
سوپر جام پرتغال: قهرمان ۸ بار
جام برندگان جام اروپا: قهرمان ۱ بار

## تغییرات لوگوی باشگاه
از سال تأسیس باشگاه آرمهای مختلفی برای باشگاه انتخاب شده که همه آنها شامل رنگ سبز و شیر می‌باشند.

## بازیکنان برجسته
- کریستیانو رونالدو
- برونو فرناندز
- پیتر اشمایکل
- لوئیس فیگو
- ریکاردو ساپینتو